# J. Kenji López-Alt

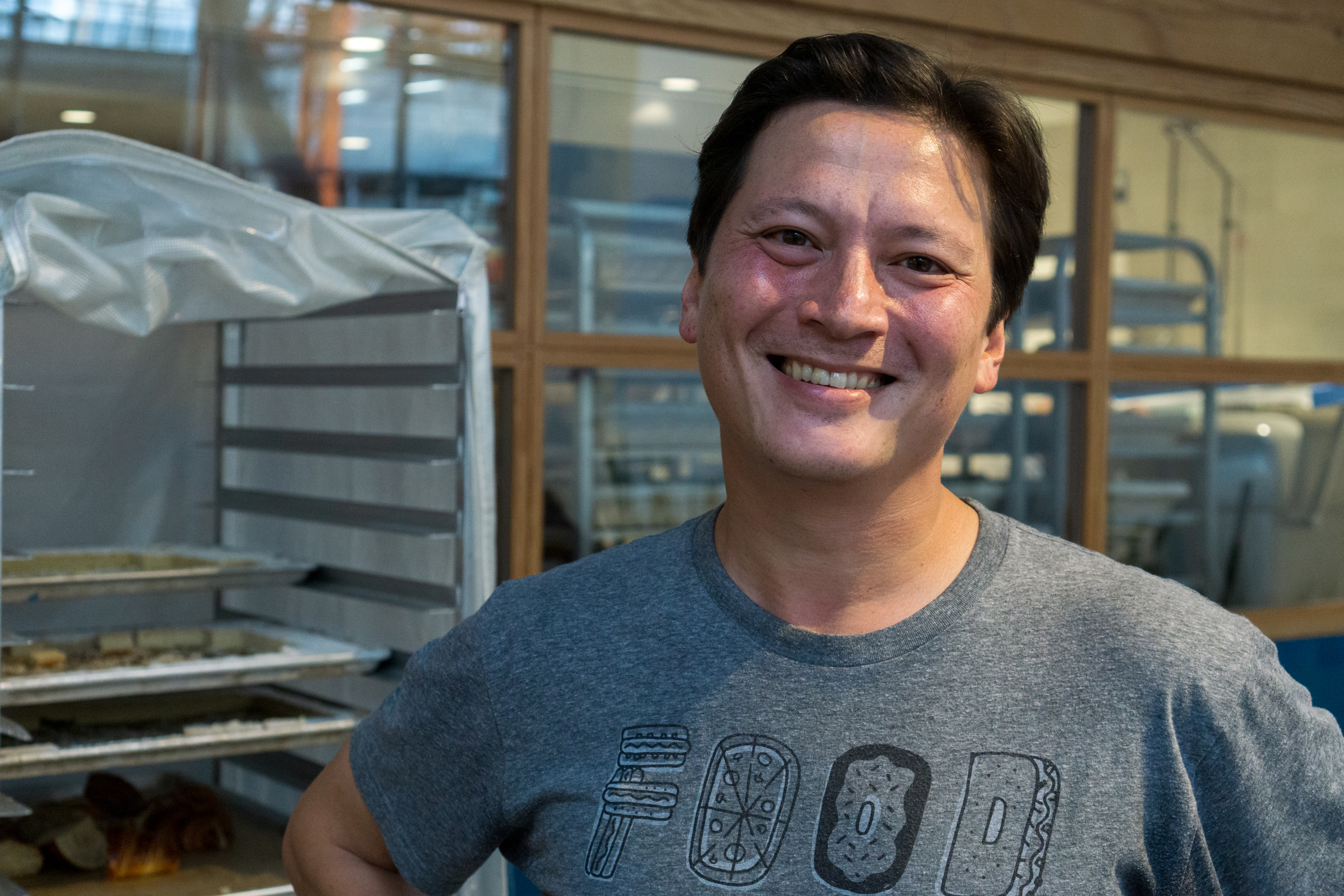
J. Kenji López-Alt (2019)

James Kenji López-Alt, auch bekannt als J. Kenji López-Alt oder Kenji, ist ein amerikanischer Koch und Autor zum Thema Kochen und Ernährung.

## Leben
James Kenji Alt ist Sohn des Genetikers und Immunologen Frederick Alt von der Harvard University und mütterlicherseits Enkel des Chemikers Koji Nakanishi. López-Alt absolvierte 2002 das Massachusetts Institute of Technology (MIT) mit dem Schwerpunkt Architektur. Seinen ersten Restaurantjob machte er während seines zweiten Studienjahres. Dort sprang er kurzfristig für einen fehlenden Koch ein. Nach seiner Hochzeit mit Adriana López nahm er zusätzlich ihren Nachnamen an, sodass er anschließend López-Alt hieß.
Er arbeitete unter anderem als Testkoch beim Cook’s-Illustrated-Magazin und bei America’s Test Kitchen. Zudem war er „Managing Culinary Director“ und ist „Chief Culinary Consultant“ des Food-Blogs Serious Eats, in dem er die mit dem James Beard Award nominierte Kolumne The Food Lab verfasst hat. Außerdem war er Kolumnist für Cooking Light.
Sein erstes Buch, The Food Lab: Better Home Cooking Through Science, wurde im September 2015 von WW Norton & Company veröffentlicht. Das Buch war ein Bestseller der New York Times und gewann den James Beard Foundation Award 2016 für allgemeines Kochen sowie den Preis der International Association of Culinary Professionals für das beste amerikanische Kochbuch und Kochbuch des Jahres.
Seit 2019 lebt James Kenji Lopez-Alt in San Mateo, Kalifornien, nachdem er zuvor in New York City und Boston gelebt hatte. López-Alt eröffnete dort mit den Partnern Adam Simpson und Tyson Mao das Wursthall Restaurant & Bierhaus.
Das 2020 veröffentlichte Kinderbuch Every night is pizza night wurde in die New-York-Times-Bestsellerliste vom 20. September in aufgenommen.

## Veröffentlichungen
- The Food Lab: Better Home Cooking Through Science. W. W. Norton & Company, New York 2015, ISBN 978-0-393-08108-4.
- Every night is pizza night. Norton Young Readers, New York 2020, ISBN 978-1-324-00526-1.
- The Wok: Recipes and Techniques. Norton & Company, New York 2022, ISBN 978-0-393-54121-2 (englisch).